# SN 2003fg
SN 2003fg (przez odkrywców oznaczona jako SNLS-03D3bb) – supernowa typu Ia odkryta 24 kwietnia 2003 w galaktyce A141618+5214. W momencie odkrycia miała maksymalną jasność 20,60m.
SN 2003fg była pierwszym opisanym w literaturze przedstawicielem klasy super-Chandrasekhar. Jej absolutna jasność w maksimum wyniosła −19.94±0.06 – ponad dwukrotnie więcej, niż typowej supernowej typu Ia. Oszacowana masa eksplodującej gwiazdy wyniosła co najmniej 2,1 M☉, znacznie powyżej granicy Chandrasekhara wyznaczającej maksymalną masę białego karła. Najprawdopodobniej wybuch supernowej był wynikiem połączenia się dwóch orbitujących wokół siebie białych karłów.